# Схотте, Алберик
Алберик («Брик») Схотте (нидерл. Albéric Schotte; 7 сентября 1919, Канегем, Бельгия — 4 апреля 2004, Кортрейк, Бельгия) — бельгийский профессиональный шоссейный велогонщик в 1940—1959 годах. Двукратный чемпион мира в групповой гонке среди профессионалов (1948, 1950). Первый победитель турнира «Вызов Дегранж-Коломбо» (1948).

## Достижения
1939
1-й Tour de l'Ouest
1940
3-й Тур Фландрии
1941
1-й Чемпионат Фландрии
2-й Grote 1-MeiPrijs
3-й Grote Prijs Stad Zottegem
1942
1-й Тур Фландрии
1943
4-й Льеж — Бастонь — Льеж
8-й Париж — Рубе
1944
2-й Тур Фландрии
2-й Флеш Валонь
1945
1-й Нокере Курсе
2-й Дварс дор Фландерен
2-й Брюссель — Ингойгем
2-й Circuit de Paris
3-й À travers Paris
4-й Флеш Валонь
1946
1-й — Этап d Дварс дор Фландерен
1-й Париж — Брюссель
1-й Париж — Тур
1-й Тур Люксембурга — Генеральная классификация
1-й — Этапы 1 и 2
1-й Omloop Mandel-Leie-Schelde
2-й Чемпионат Бельгии — Групповая гонка
2-й Брюссель — Ингойгем
3-й Дварс дор Фландерен
3-й Тур Фландрии
3-й Нокере Курсе
8-й Париж — Ницца
1947
1-й Париж — Тур
1-й — Этап 21 Тур де Франс
3-й Grote Prijs Stad Vilvoorde
5-й  Париж — Рубе
7-й Джиро ди Ломбардия
1948
1-й Вызов Дегранж-Коломбо
1-й  Чемпион мира — Групповая гонка (проф.)
1-й Тур Фландрии
2-й Флеш Валонь
2-й Чемпионат Бельгии — Групповая гонка
2-й Тур де Франс — Генеральная классификация
7-й Париж — Тур
8-й Бордо — Париж
1949
1-й Grote Prijs Stad Vilvoorde
3-й Тур Фландрии
4-й Чемпионат мира — Групповая гонка (проф.)
1950
1-й  Чемпион мира — Групповая гонка (проф.)
1-й Гент — Вевельгем
1-й — Этап 5 Тур Нидерландов
2-й Тур Фландрии
2-й Чемпионат Бельгии — Групповая гонка
2-й Омлоп Хет Ниувсблад
4-й Льеж — Бастонь — Льеж
1952
4-й Вызов Дегранж-Коломбо
1-й Париж — Брюссель
2-й Париж — Тур
3-й Тур Фландрии
1953
1-й Дварс дор Фландерен — Генеральная классификация
1-й — Этап 2b
2-й Париж — Брюссель
2-й Тур Бельгии — Генеральная классификация
8-й Льеж — Бастонь — Льеж
1954
1-й Circuit des Trois Provinces
1-й Чемпионат Фландрии
2-й Дварс дор Фландерен
2-й Circuit Mandel-Lys-Escaut
4-й Париж — Тур
1955
1-й Гент — Вевельгем
1-й Дварс дор Фландерен — Генеральная классификация
1-й — Этап 2b
1-й Схелдепрейс
2-й Нокере Курсе
2-й Paris-Limoges
1956
2-й Омлоп Хет Ниувсблад
3-й Кюрне — Брюссель — Кюрне
8-й Тур Фландрии
1958
3-й E3 Харелбеке
1959
3-й Дварс дор Фландерен

## Статистика выступлений

### Гранд-туры
| Гранд-тур      | 1947 | 1948 | 1949 | 1950 | 1951 |
| -------------- | ---- | ---- | ---- | ---- | ---- |
| Джиро д’Италия | —    | —    | —    | —    | НФ   |
| Тур де Франс   | 13   | 2    | 33   | 22   | —    |

| —  | Не участвовал  |
| НФ | Не финишировал |